# Bago-Kusuntu (Sprache)
Bago-Kusuntu (auch:  Bago, Koussountou) ist die Sprache der Bago, die vorwiegend in Togo leben. Bago-Kusuntu gehört zu den Gur-Sprachen.
Die Angaben zur Anzahl der Sprecher wird auf ca. 7.500 (SIL 2002) Menschen geschätzt, wodurch die Sprache zu den bedrohten Sprachen Westafrikas zählt.
Sie leben in Togo vorwiegend in der Region Centrale (Togo) in der Tchamba-Präfektur. Ein als Bagou bezeichneter Dialekt der Sprache wird in der Nähe des gleichnamigen Ortes Bagou gesprochen, der ca. 35 km südlich von Koussountou. In der Nähe des Ortes Koussountou, der ca. 25 km südöstlich von Tchamba liegt wird ein ebenfalls nach dem Ort benannter Dialekt Koussountou gesprochen.